# 香港2011年10月

## 10月1日
- 【政治】行政長官曾蔭權晚上於香港體育館出席香港同胞慶祝中華人民共和國成立六十二周年文藝晚會的致辭。[1]
- 【旅遊】香港萬聖狂歡月將持續至10月31日[2][3]。
- 【政治】香港特區政府行政會議召集人梁振英表示，將在10月3日正式離任，適當時候會公佈競選下任行政長官的班底。[4]

## 10月3日
- 【政治】行政會議召集人梁振英正式辭任，準備參選行政長官；[5]其職位由夏佳理接替。[6][7]

## 10月12日
- 【科技】根據香港中文大學微生物學系研究報告指出，香港的每12名女性平均會有1人帶有HPV病毒，導致子宮頸癌為HPV病毒，目前發現共有15種，當中以HPV16、18最為常見，其中女性在26-30歲及46-50歲會處於感染HPV的高峰期。[8][9]

## 10月16日
- 【公益】「世界糧食日」香港地球之友（環保團體）擺設「賣剩菜」宴席招待富豪代表與基層，以提倡愛惜食物，並鼓勵捐贈食物銀行。大紀元[永久]